# Trägergruppe 186
Die Trägergruppe 186 war ein Verband der Luftwaffe der Wehrmacht im Zweiten Weltkrieg. Obwohl als Gruppe bezeichnet, hatte sie die Gliederung eines Geschwaders und war als Belegung für den im Bau befindlichen Flugzeugträger Graf Zeppelin vorgesehen, der unvollendet blieb und nie in Dienst gestellt wurde. Die Trägergruppe 186 erreichte hingegen ihre Einsatzbereitschaft und wurde mit ihrer gemischten Ausstattung von Sturzkampfflugzeugen des Typs Junkers Ju 87 und Jagdflugzeugen des Typs Messerschmitt Bf 109 beim Überfall auf Polen und dem Westfeldzug eingesetzt. Am 5. Juli 1940 wurden die beiden Gruppen in andere Geschwader eingegliedert und umbenannt.

## Aufstellung
Nachdem einzelne Staffeln schon zuvor existiert hatten, bildete sich am 10. September 1939 in Kiel-Holtenau (Lage) der Gruppenstab der I. Gruppe, dem die 1. bis 3. Staffel unterstellt wurden. Am selben Tag wurde in Hage (Lage) der Gruppenstab der II. Gruppe mit den Staffeln 4 bis 6 aufgestellt. Ein Geschwaderstab existierte nicht. Die I. Gruppe war mit Sturzkampfflugzeugen des Typs Junkers Ju 87B ausgestattet, während die II. Gruppe Jagdflugzeuge des Typs Messerschmitt Bf 109E in ihren Reihen hatte.

## Geschichte

### Überfall auf Polen
Beim deutschen Überfall auf Polen, ab dem 1. September 1939 war die 4. Staffel mit ihren zwölf Junkers Ju 87B-0 beteiligt. Sie war der 1. Fliegerdivision der Luftflotte 1 unterstellt. Vom Fliegerhorst Stolp-West (Lage) aus, flog sie Luftangriffe auf polnische Häfen und Schiffe. So versenkte sie am 3. September vor Hela den polnischen Zerstörer Wicher (Lage) und den bereits beschädigten Minensucher Mewa. Bei einem weiteren Luftangriff am 14. September auf den Hafen von Heisternest zerstörte sie die polnischen Minensucher Czapla und Jaskółka, das Vermessungsboot Pomorzanin und den Schlepper Lech.

### Westfeldzug
Die I. und die II. Gruppe waren während des Westfeldzuges verschiedenen Kommandos unterstellt. Während die I. Gruppe am 10. Mai 1940 dem II. Fliegerkorps der Luftflotte 3 unterstellt war, diente die II. Gruppe dem Jagdfliegerführer Deutsche Bucht der Luftflotte 2.
Der I. Gruppe auf dem Fliegerhorst Hennweiler (Lage) standen 39 Junkers Ju 87B zur Verfügung. In der Variante B-1 verfügte dieser einmotorige Sturzkampfbomber über einen Jumo 211A Motor mit 1000 PS der eine Höchstgeschwindigkeit von 390 km/h  bei einer Bombenlast von bis zu 500 kg ermöglichte. Ursprünglich sollte sie die Junkers Ju 87C erhalten, einer speziell für die Verwendung auf einen Flugzeugträger modifizierte Variante. Diese wurde allerdings erst im April 1941 ausgeliefert.
Die II. Gruppe ging mit 48 Messerschmitt Bf 109E von Wangerooge (Lage) aus in den Kampf. Dieser einmotorige Jäger mit seinem 12-Zylinder-V-Motor Daimler-Benz DB 601 A-1 mit 990 PS Startleistung, erreichte eine Höchstgeschwindigkeit von 570 km bei einer Bewaffnung von zwei 7,92-mm-MG 17 über dem Motor (je 1000 Schuss) und zwei 20-mm-Maschinenkanonen MG FF in den Tragflächen, außerhalb des Propellerkreises feuernd (je 60 Schuss). Die eigentlich vorgesehene Messerschmitt Bf 109T wurde erst im April 1941 fertig. Diese hatte vergrößerte Tragflächen und eine verstärkte Struktur, um den Starts und Landungen auf einem Träger standzuhalten.

### Auflösung
Nachdem der Weiterbau der Graf Zeppelin im Juni 1940 gestoppt wurde, bestand kein Bedarf mehr für eine Trägergruppe. Mit Wirkung vom 5. Juli 1940 erhielt die I. Gruppe in Falaise die Umbenennung in III. Gruppe des Sturzkampfgeschwaders 1. Die II. Gruppe wurde in Trondheim (Lage) in die III. Gruppe des Jagdgeschwaders 77 umfirmiert.

## Gruppenkommandeure
I. Gruppe
- Major Walter Hagen, 15. September 1939 bis 2. Juli 1940[11]

II. Gruppe
- Major Heinrich Seeliger, 15. September 1939 bis 5. Juli 1940[12]